# Запоток (община Иг)
Вижте пояснителната страница за други значения на Запоток.
Запоток (на словенски: Zapotok) е село в Словения, регион Средна Словения, община Иг. Според Националната статистическа служба на Република Словения през 2015 г. селото има 327 жители.